# Laguna Flamenco
La Laguna Flamenco, también llamada Laguna Flamengo, es una albufera o laguna costera de agua salobre, localizada al sur del Perú, en la costa de la provincia de Pisco, en el departamento de Ica, dentro de los límites de la Reserva nacional de Paracas, una reserva natural que protege y conserva muestras representativas de la diversidad biológica de los ecosistemas marino-costeros del Perú.
Esta laguna es de menor extensión que su vecina Laguna Grande, ya que presenta una superficie aproximada de 23 hectáreas, con un espejo de agua que tiene una longitud de 720 m en dirección noreste y suroeste, y una anchura máxima de unos 530 metros.
Esta laguna se encuentra separada de las aguas de la bahía de la Independencia, en el océano Pacífico, por un cordón litoral o restinga, que está compuesto por gravas subredondeadas y cuya longitud máxima alcanza los 800 metros. En los bordes de la laguna suele encontrarse alguna vegetación típica de gramadales.
Vista desde lo alto del cerro Carreta, la laguna Flamenco tiene la forma de un corazón y como su nombre lo indica, es hábitat natural de bandadas de flamencos o parihuanas en determinadas épocas del año.